# Potcoava
Potcoava er en by i distriktet Olt Muntenien, Rumænien. Byen administrerer fire landsbyer: Potcoava-Fălcoeni, Sinești, Trufinești og Valea Merilor.
Byen ligger i den nordøstlige del af distriktet, 30 km øst for distriktets hovedsæde, Slatina.
Potcoava et indbyggertal på 5.229 (2021). Heraf var 87,65 % rumænere og 7,23 % romaer.

## Historie
Potcoava blev første gang nævnt i 1423 i et dekret fra den Valakiske prins Dan 2. for første gang. Den ældste kirke er attesteret siden 1684, en skole i 1813. 
Landsbyen, der længe havde været domineret af landbrug, ændrede karakter efter at der blev fundet olie- og naturgasforekomster under anden verdenskrig.  Andre vigtige industrier er fødevarer og tekstiler.